# Žaba
Žaba (makedonska: Жаба) är ett vattendrag i Nordmakedonien. Det rinner genom kommunen Demir Hisar, i den sydvästra delen av landet, 80 kilometer söder om huvudstaden Skopje.